# PDC World Darts Championship
Het PDC World Darts Championship is een internationaal dartstoernooi, dat jaarlijks sinds 1994 wordt gehouden. De WDC kan worden gezien als het wereldkampioenschap van de PDC, een van de twee dartsbonden in de wereld. Het prestigieuze toernooi start traditioneel eind december en eindigt begin januari. Het toernooi kent de grootste prijzenpot van alle dartstoernooien ter wereld, anno 2020 in totaal £2.500.000 waarvan £500.000 voor de eindwinnaar. Het toernooi wordt in Engeland gehouden; tot en met 2007 in de Circus Tavern in Purfleet en sindsdien in Alexandra Palace in Londen. Tijdens de kerstdagen en op Oudejaarsdag wordt er niet gespeeld, zodat ook de darters deze feestdagen kunnen vieren. Sinds 2006 zijn geleidelijk nagenoeg alle toonaangevende spelers overgestapt naar de PDC, waardoor het PDC WK nu als het enige echte wereldkampioenschap voor profs wordt gezien. Ondanks dat de WDF (overgenomen van de BDO) ook nog een 'WK' organiseert (vroeger bekend als The Embassy), is dit te beschouwen als een WK voor semi-profs en amateurs, aangezien op een enkeling na de top 32 een 'normale baan' heeft. Dit in tegenstelling tot de PDC waar de top 50 bestaat uit louter profs.
Phil Taylor domineerde vanaf de eerste uitgave in 1994 het Ladbrokes World Darts Championship: Taylor stond vanaf 1994 tot en met 2007 elke keer in de finale en won het toernooi in die tijd elf keer. In 2008 werd hij uitgeschakeld in de kwartfinale door Wayne Mardle. Na weer tweemaal te hebben gewonnen in 2009 en 2010, werd hij in 2011 opnieuw in de kwartfinales uitgeschakeld, dit keer door Mark Webster. Daarna werd hij in 2012 in de tweede ronde uitgeschakeld door Dave Chisnall. In 2013 won hij voor de veertiende keer, maar in 2014 werd hij opnieuw uitgeschakeld in de tweede ronde, dit keer door Michael Smith.
Vanaf de editie van 2019 telt het toernooi 96 deelnemers. Dit is gedaan om de deelname van internationale darters te bevorderen.
In 2010 kregen de vrouwen hun eigen PDC Wereldkampioenschap. Dit heette Women's World Darts Championship. Het werd één jaar gehouden in de Empress Ballroom in Blackpool. De enige winnaar was Stacy Bromberg uit de Verenigde Staten. Na Gayl King in 2001 namen er in 2019 weer voor het eerst vrouwen deel aan het (voormalige) mannentoernooi. Zowel Lisa Ashton als Anastasia Dobromyslova verloor in de eerste ronde. Ook in 2020 namen er twee vrouwen deel. Mikuru Suzuki verloor nipt in de eerste ronde. Fallon Sherrock schreef geschiedenis door haar partij tegen Ted Evetts te winnen en daarmee de eerste vrouw te zijn die op een wereldkampioenschap van een man heeft gewonnen. Ze zorgde voor een grotere verrassing door in de tweede ronde de als elfde geplaatste Mensur Suljović te verslaan.

## Finales
| Jaar | Winnaar (gemiddelde in finale) | T    | Sets  | Runner-up (gemiddelde in finale) | Sponsors     | Prijzenpot  | Prijzenpot  | Prijzenpot | Plaats                   |
| Jaar | Winnaar (gemiddelde in finale) | T    | Sets  | Runner-up (gemiddelde in finale) | Sponsors     | Totaal      | Winnaar     | Runner-up  | Plaats                   |
| ---- | ------------------------------ | ---- | ----- | -------------------------------- | ------------ | ----------- | ----------- | ---------- | ------------------------ |
| 1994 | Dennis Priestley (94,37)       | 1ste | 6 – 1 | Phil Taylor (90,62)              | Skol         | £ 64.000    | £ 16.000    | £ 8.000    | Circus Tavern, Purfleet  |
| 1995 | Phil Taylor (94,11)            | 1ste | 6 – 2 | Rod Harrington (87,15)           | Proton Cars  | £ 55.000    | £ 12.000    | £ 6.000    | Circus Tavern, Purfleet  |
| 1996 | Phil Taylor (98,52)            | 2de  | 6 – 4 | Dennis Priestley (101,49)        | Vernons      | £ 61.000    | £ 14.000    | £ 7.000    | Circus Tavern, Purfleet  |
| 1997 | Phil Taylor (100,92)           | 3de  | 6 – 3 | Dennis Priestley (98,78)         | Red Band     | £ 98.000    | £ 45.000    | £ 10.000   | Circus Tavern, Purfleet  |
| 1998 | Phil Taylor (103,98)           | 4de  | 6 – 0 | Dennis Priestley (90,75)         | Skol         | £ 71.000    | £ 20.000    | £ 10.000   | Circus Tavern, Purfleet  |
| 1999 | Phil Taylor (97,11)            | 5de  | 6 – 2 | Peter Manley (93,63)             | Skol         | £ 104.000   | £ 30.000    | £ 16.000   | Circus Tavern, Purfleet  |
| 2000 | Phil Taylor (94,42)            | 6de  | 7 – 3 | Dennis Priestley (91,80)         | Skol         | £ 110.000   | £ 31.000    | £ 16.400   | Circus Tavern, Purfleet  |
| 2001 | Phil Taylor (107,46)           | 7de  | 7 – 0 | John Part (92,58)                | Skol         | £ 124.000   | £ 33.000    | £ 18.000   | Circus Tavern, Purfleet  |
| 2002 | Phil Taylor (98,47)            | 8ste | 7 – 0 | Peter Manley (91,35)             | Skol         | £ 200.000   | £ 50.000    | £ 25.000   | Circus Tavern, Purfleet  |
| 2003 | John Part (96,87)              | 1ste | 7 – 6 | Phil Taylor (99,98)              | Ladbrokes    | £ 200.000   | £ 50.000    | £ 25.000   | Circus Tavern, Purfleet  |
| 2004 | Phil Taylor (96,03)            | 9de  | 7 – 6 | Kevin Painter (90,48)            | Ladbrokes    | £ 256.000   | £ 50.000    | £ 25.000   | Circus Tavern, Purfleet  |
| 2005 | Phil Taylor (96,14)            | 10de | 7 – 4 | Mark Dudbridge (90,66)           | Ladbrokes    | £ 300.000   | £ 60.000    | £ 30.000   | Circus Tavern, Purfleet  |
| 2006 | Phil Taylor (106,74)           | 11de | 7 – 0 | Peter Manley (91,72)             | Ladbrokes    | £ 500.000   | £ 100.000   | £ 50.000   | Circus Tavern, Purfleet  |
| 2007 | Raymond van Barneveld (100,93) | 1ste | 7 – 6 | Phil Taylor (100,86)             | Ladbrokes    | £ 500.000   | £ 100.000   | £ 50.000   | Circus Tavern, Purfleet  |
| 2008 | John Part (92,86)              | 2de  | 7 – 2 | Kirk Shepherd (85,10)            | Ladbrokes    | £ 589.000   | £ 100.000   | £ 50.000   | Alexandra Palace, Londen |
| 2009 | Phil Taylor (110,94)           | 12de | 7 – 1 | Raymond van Barneveld (101,18)   | Ladbrokes    | £ 724.000   | £ 125.000   | £ 60.000   | Alexandra Palace, Londen |
| 2010 | Phil Taylor (104,38)           | 13de | 7 – 3 | Simon Whitlock (100,51)          | Ladbrokes    | £ 868.000   | £ 150.000   | £ 60.000   | Alexandra Palace, Londen |
| 2011 | Adrian Lewis (99,40)           | 1ste | 7 – 5 | Gary Anderson (99,41)            | Ladbrokes    | £ 1.000.000 | £ 200.000   | £ 100.000  | Alexandra Palace, Londen |
| 2012 | Adrian Lewis (93,06)           | 2de  | 7 – 3 | Andy Hamilton (90,83)            | Ladbrokes    | £ 1.000.000 | £ 200.000   | £ 100.000  | Alexandra Palace, Londen |
| 2013 | Phil Taylor (103,04)           | 14de | 7 – 4 | Michael van Gerwen (100,66)      | Ladbrokes    | £ 1.000.000 | £ 200.000   | £ 100.000  | Alexandra Palace, Londen |
| 2014 | Michael van Gerwen (100,10)    | 1ste | 7 – 4 | Peter Wright (95,71)             | Ladbrokes    | £ 1.050.000 | £ 250.000   | £ 100.000  | Alexandra Palace, Londen |
| 2015 | Gary Anderson (97,68)          | 1ste | 7 – 6 | Phil Taylor (100,69)             | William Hill | £ 1.250.000 | £ 250.000   | £ 120.000  | Alexandra Palace, Londen |
| 2016 | Gary Anderson (99,26)          | 2de  | 7 – 5 | Adrian Lewis (100,23)            | William Hill | £ 1.500.000 | £ 300.000   | £ 150.000  | Alexandra Palace, Londen |
| 2017 | Michael van Gerwen (107,79)    | 2de  | 7 – 3 | Gary Anderson (104,93)           | William Hill | £ 1.650.000 | £ 350.000   | £ 160.000  | Alexandra Palace, Londen |
| 2018 | Rob Cross (107,67)             | 1ste | 7 – 2 | Phil Taylor (102,26)             | William Hill | £ 1.800.000 | £ 400.000   | £ 170.000  | Alexandra Palace, Londen |
| 2019 | Michael van Gerwen (107,68)    | 3de  | 7 – 3 | Michael Smith (95,29)            | William Hill | £ 2.500.000 | £ 500.000   | £ 200.000  | Alexandra Palace, Londen |
| 2020 | Peter Wright (102,79)          | 1ste | 7 – 3 | Michael van Gerwen (102,88)      | William Hill | £ 2.500.000 | £ 500.000   | £ 200.000  | Alexandra Palace, Londen |
| 2021 | Gerwyn Price (100,08)          | 1ste | 7 – 3 | Gary Anderson (94,25)            | William Hill | £ 2.500.000 | £ 500.000   | £ 200.000  | Alexandra Palace, Londen |
| 2022 | Peter Wright (98,34)           | 2de  | 7 – 5 | Michael Smith (99,22)            | William Hill | £ 2.500.000 | £ 500.000   | £ 200.000  | Alexandra Palace, Londen |
| 2023 | Michael Smith (100,87)         | 1ste | 7 – 4 | Michael van Gerwen (99,58)       | Cazoo        | £ 2.500.000 | £ 500.000   | £ 200.000  | Alexandra Palace, Londen |
| 2024 | Luke Humphries (103,67)        | 1ste | 7 – 4 | Luke Littler (101,13)            | Paddy Power  | £ 2.500.000 | £ 500.000   | £ 200.000  | Alexandra Palace, Londen |
| 2025 | Luke Littler (102,73)          | 1ste | 7 – 3 | Michael van Gerwen (100,69)      | Paddy Power  | £ 2.500.000 | £ 500.000   | £ 200.000  | Alexandra Palace, Londen |
| 2026 |                                |      | –     |                                  | Paddy Power  | £ 5.000.000 | £ 1.000.000 | £ 400.000  | Alexandra Palace, Londen |

## Finalisten
| Speler                | Gewonnen | Runner-up |
| --------------------- | -------- | --------- |
| Phil Taylor           | 14       | 5         |
| Michael van Gerwen    | 3        | 4         |
| Gary Anderson         | 2        | 3         |
| Peter Wright          | 2        | 1         |
| John Part             | 2        | 1         |
| Adrian Lewis          | 2        | 1         |
| Dennis Priestley      | 1        | 4         |
| Michael Smith         | 1        | 2         |
| Luke Littler          | 1        | 1         |
| Raymond van Barneveld | 1        | 1         |
| Rob Cross             | 1        | 0         |
| Gerwyn Price          | 1        | 0         |
| Luke Humphries        | 1        | 0         |
| Peter Manley          | 0        | 3         |
| Mark Dudbridge        | 0        | 1         |
| Rod Harrington        | 0        | 1         |
| Kevin Painter         | 0        | 1         |
| Kirk Shepherd         | 0        | 1         |
| Simon Whitlock        | 0        | 1         |
| Andy Hamilton         | 0        | 1         |

### Per land
| Land      | Gewonnen | Runner up |
| --------- | -------- | --------- |
| Engeland  | 21       | 21        |
| Schotland | 4        | 4         |
| Nederland | 4        | 5         |
| Canada    | 2        | 1         |
| Wales     | 1        | 0         |
| Australië | 0        | 1         |

## Nine-dart finishes
| Speler                | Jaar | Ronde        | Resultaat | Tegenstander          |
| --------------------- | ---- | ------------ | --------- | --------------------- |
| Raymond van Barneveld | 2009 | Kwartfinale  | Gewonnen  | Jelle Klaasen         |
| Raymond van Barneveld | 2010 | 2e ronde     | Gewonnen  | Brendan Dolan         |
| Adrian Lewis          | 2011 | Finale       | Gewonnen  | Gary Anderson         |
| Dean Winstanley       | 2013 | 2e ronde     | Verloren  | Vincent van der Voort |
| Michael van Gerwen    | 2013 | Halve finale | Gewonnen  | James Wade            |
| Terry Jenkins         | 2014 | 1e ronde     | Verloren  | Per Laursen           |
| Kyle Anderson         | 2014 | 1e ronde     | Verloren  | Ian White             |
| Adrian Lewis          | 2015 | 3e ronde     | Verloren  | Raymond van Barneveld |
| Gary Anderson         | 2016 | Halve finale | Gewonnen  | Jelle Klaasen         |
| James Wade            | 2021 | 3e ronde     | Verloren  | Stephen Bunting       |
| William Borland       | 2022 | 1e ronde     | Gewonnen  | Bradley Brooks        |
| Darius Labanauskas    | 2022 | 1e ronde     | Verloren  | Mike De Decker        |
| Gerwyn Price          | 2022 | Kwartfinale  | Verloren  | Michael Smith         |
| Michael Smith         | 2023 | Finale       | Gewonnen  | Michael van Gerwen    |
| Christian Kist        | 2025 | 1e ronde     | Verloren  | Madars Razma          |
| Damon Heta            | 2025 | 3e ronde     | Verloren  | Luke Woodhouse        |

## Winnaars PDC Women's World Darts Championship

### Finales
| Jaar | Winnaar (gemiddelde in finale) | T    | Sets  | Runner-up (gemiddelde in finale) | Sponsors | Prijzenpot | Prijzenpot | Prijzenpot | Plaats                     |
| Jaar | Winnaar (gemiddelde in finale) | T    | Sets  | Runner-up (gemiddelde in finale) | Sponsors | Totaal     | Winnaar    | Runner-up  | Plaats                     |
| ---- | ------------------------------ | ---- | ----- | -------------------------------- | -------- | ---------- | ---------- | ---------- | -------------------------- |
| 2010 | Stacy Bromberg (65,60)         | 1ste | 6 – 5 | Tricia Wright (63,27)            | Unicorn  | £ 30.000   | £ 10.000   | £ 5.000    | Empress Ballroom Blackpool |